# Ioánnis Grívas
Pour les articles homonymes, voir Grivas.
Ioánnis Grívas (en grec moderne: Ιωάννης Γρίβας) (né le 23 février 1923 à Kato Tithorea (Phthiotide) et mort le 27 novembre 2016) est un juge grec qui a été Premier ministre (sans étiquette) par intérim d'un gouvernement de la Grèce en 1989.

## Biographie
Ioánnis Grívas fut président de l'Áreios Págos (Cour de cassation) en 1989-1990.